# Claude Storez
Claude Storez, né le 7 novembre 1927 à Paris et décédé le 7 février 1959 à Reims à 32 ans, est un ancien pilote automobile français, de rallyes et sur circuits.

## Biographie
Ce pilote a pratiqué la compétition automobile de 1952 à 1959, année où il meurt en course sur le circuit de Reims-Gueux lors du Rallye des Routes du Nord, le 7 février.
À ses débuts il fit équipe avec son propre père durant trois années, sur Simca-Sport, notamment au Tour Auto 1951.
Il décéda sur le circuit de Reims au volant d'une Porsche 1500 Spider, durant le Rallye des Routes du Nord.
Son nom sera ensuite donné à un challenge annuel, dit du Meilleur pilote routier: en fait le Championnat de France des rallyes nouvelle formule à compter de 1967, avec un vainqueur unique. Également, une double courbe du circuit Paul Armagnac porte son nom.

## Palmarès

### Titres
- Champion de France des rallyes, catégorie "Tourisme": 1956 (sur Porsche);
- Champion de France des rallyes, catégorie "Grand Tourisme": 1957 (sur Porsche);
- Champion de France de formule 2: 1958.

### Copilote
- Coupe des Alpes en 1956 (pilote Robert Buchet (Bubu), sur Porsche 356 Carrera 1600) (3 équipages ex-aequos).

### Pilote[2]

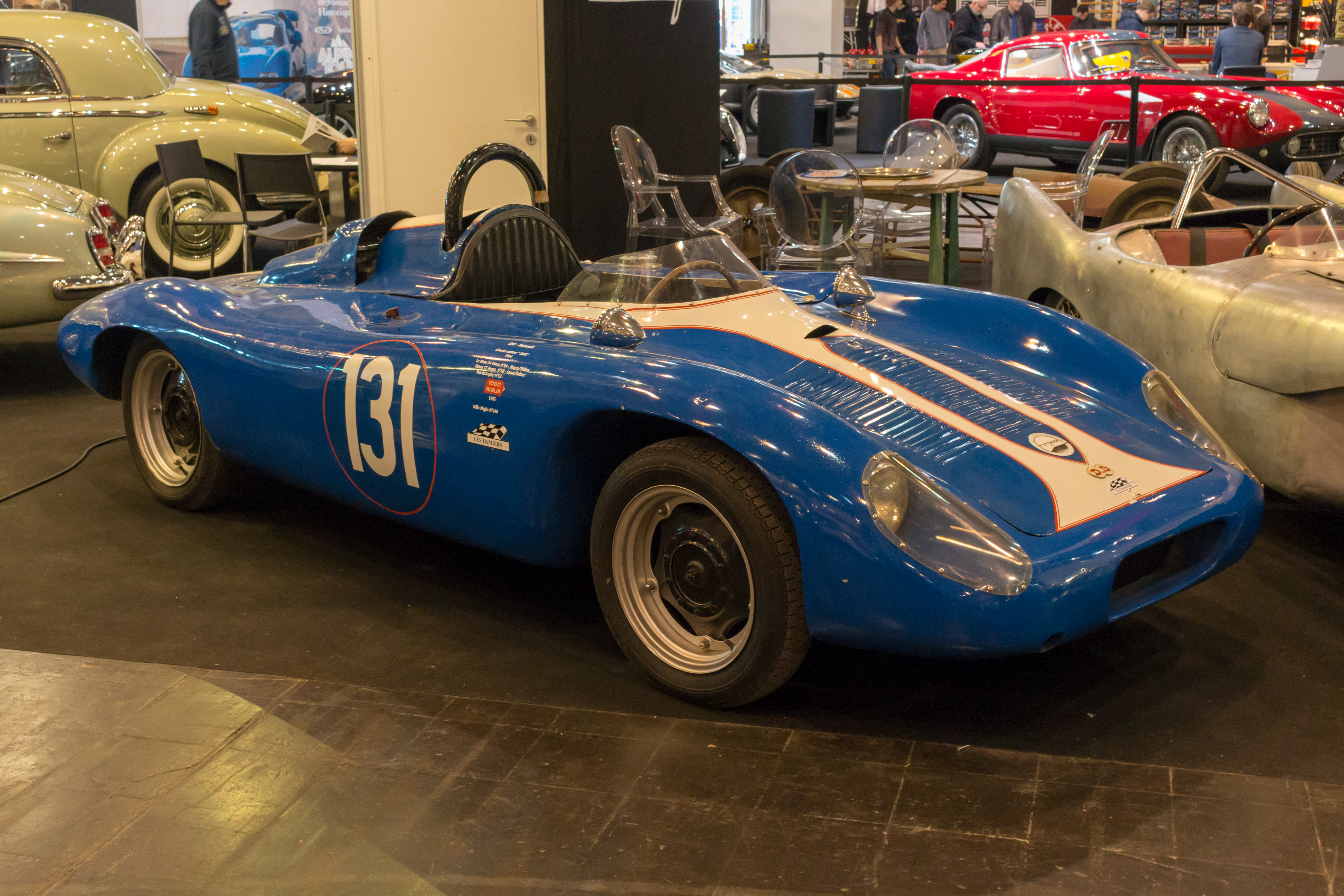
La DB HBR pilotée par Claude Storez aux 24 Heures du Mans 1954 pour sa première participation à l'épreuve mancelle.

- Grand-Prix du Comminges (circuit de Saint-Gaudens) en 1954, sur Monomill de Deutsch-Bonnet (toute dernière édition de l'épreuve autorisée, après l'accident des 24 Heures du Mans mortel la même année. Le circuit est ensuite définitivement inutilisé);
- 12 Heures de Reims pour voitures de sport 1 500 cm3 en 1956[Note 1] (avec Richard von Frankenberg);
- Rallye des Routes du Nord en 1956 (avec R.Buchet, sur Porsche 356 Carrera 1600);
- Rallye de Touraine en 1956 (avec R.Buchet, sur Porsche 356 Carrera 1600);
- Rallye d'Armagnac en 1956 (avec R.Buchet, sur Porsche 356 Carrera 1600), puis en 1957 et 1958 (avec Buchet, sur Porsche Speedster);
- Rallye de Baval en 1956 (avec R.Buchet, sur Porsche 356 Carrera 1600);
- Rallye du Mont-Blanc en 1957 (avec R.Buchet sur Porsche Speedster) et 1958 (avec Tremble, aussi sur Porsche);
- Rallye de la montagne Noire en 1957 (avec R.Buchet sur Porsche Speedster);
- Liège-Rome-Liège en 1957 (avec R.Buchet sur Porsche 356 Carrera 1600);
- Victoire de classe aux Mille Miglia en 1955 (sur la Monomill);
- Victoire de classe aux 12 Heures de Reims en 1957, catégorie 1.6L. (avec Jo Bonnier);
- Victoire à l'indice énergétique au Tour de France automobile en 1957 (avec R.Buchet sur Porsche Speedster);
- Critérium Neige et Glace en 1958 (avec R.Buchet sur Porsche Speedster);
- Victoire de classe aux 12 Heures de Reims en 1958, catégorie 2L. (avec von Frankenberg);
  - 2e du Tour de France automobile en 1954;
  - 2e du Tour de Corse en 1958;
  - 3e du Grand-Prix de Cadours en 1957;
  - Participation  à la première édition du championnat Monomill en 1954 (1re véritable championnat promotionnel réellement organisé);
  - Participation aux 24 Heures du Mans à 5 reprises, de 1954 à 1958 (5 abandons, dont celui de 1956 en compagnie du 1er Champion d'Europe des rallyes Helmut Polensky (titre acquis en 1953).